# 아론 제임스 소렌슨
아론 제임스 소렌슨(Aaron James Sorensen, 1966년 6월 6일 ~ )은 캐나다의 영화 감독, 영화 프로듀서, 음악가, 배우, 가수, 작곡가 겸 작사가, 각본가이다.

## 영화
- 캠퍼스 라디오 (2011년)
- 행크 윌리엄스 퍼스트 네이션 (2005년)